# Norbert Kröcher

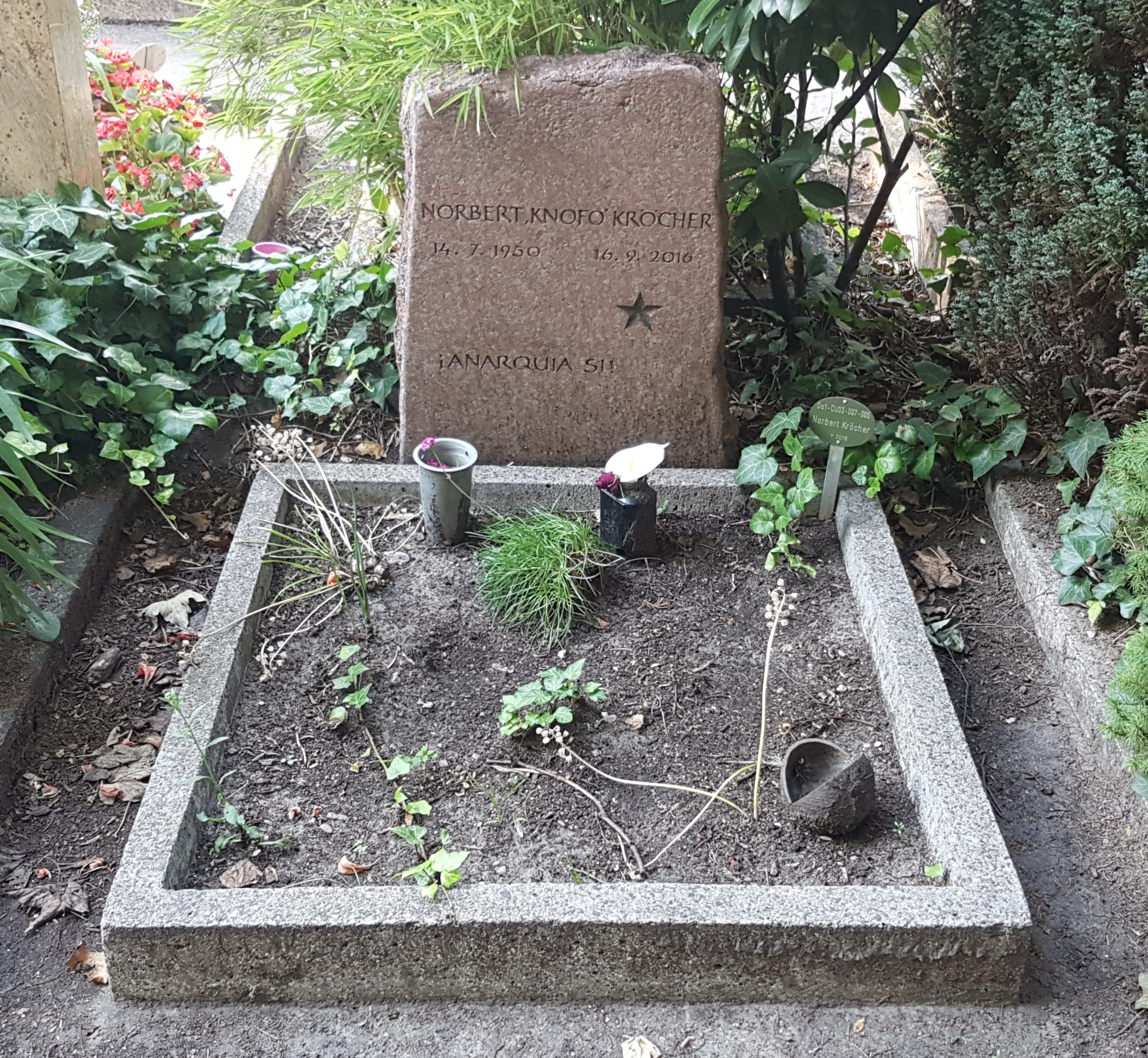
Tomba de Norbert Kröcher

Norbert Kröcher (Berlín, 14 de juliol, 1950 - Berlín, 16 de setembre de 2016) va ser un activista polític alemany. Membre del Moviment 2 de Juny, va estar fortament vinculat a la segona generació de la Fracció de l'Exèrcit Roig. Va ser marit de Gabriele Kröcher-Tiedemann, amb qui es va casar en 1971.
En 1976 Kröcher va planificar el segrest de la dirigent política sueca Anna-Greta Leijon. L'objectiu era l'intercanvi de Leijon per 8 dels seus camarades detinguts en presons alemanyes. El pla, conegut com a Operació Leo, va ser interceptat per la Policia i Kröcher va ser arrestat el 31 de març a Estocolm. Va ser deportat de Suècia el 1977 i empresonat a Alemanya. Va ser alliberat el 1989 i no es va tornar a unir a la RAF. Es va suïcidar el 16 de setembre de 2016 després d'haver estat diagnosticat d'un càncer terminal.